# Nyambe Mulenga
Henry Nyambe Mulenga (ur. 27 sierpnia 1987 w Chingoli) – zambijski piłkarz grający na pozycji obrońcy. 

## Kariera klubowa
Karierę piłkarską Mulenga rozpoczął w klubie Forest Rangers FC z miasta Ndola. W 2005 roku zadebiutował w jego barwach w zambijskiej Premier League. W 2005 roku zdobył z nim zambijski Coca Cola Cup. W 2008 roku odszedł do ZESCO United z Ndoli. W 2008, a także w 2010 wywalczył z ZESCO dublet, czyli mistrzostwo Zambii oraz Puchar Zambii. W 2014 roku był graczem klubu Power Dynamos, po czym wrócił do ZESCO, z którym zdobył kolejne mistrzostwo (2015) oraz puchar kraju (2016).

## Kariera reprezentacyjna
W reprezentacji Zambii Mulenga zadebiutował 14 maja 2006 roku w zremisowanym 0:0 towarzyskim meczu z Botswaną. W 2012 roku został powołany do kadry na Puchar Narodów Afryki 2012. Wywalczył z nią mistrzostwo Afryki. W kadrze narodowej rozegrał łącznie 38 meczów.
W 2007 roku Mulenga zagrał wraz z reprezentacji Zambii U-20 na mistrzostwach świata U-20.